# 2003 у телебаченні
Список 2003 у телебаченні описує події у сфері телебачення, що відбулися 2003 року.

## Події

### Січень
- 1 січня — Початок аналогового мовлення телеканалу «НБМ» на 57 ТВК в Івано-Франківську[1].
- 13 січня — Початок мовлення нового міжнародного телеканалу «Інтер+»[2].
- 25 січня — Початок аналогового мовлення телеканалу «ТЕТ» на 39 ТВК в Костянтинівці[3].
- Припинення аналогового мовлення регіонального державного телеканалу «ТК» на 5 ТВК в Кіровограді[4].

### Лютий
- 1 лютого — Початок аналогового мовлення телеканалу «НБМ» на 48 ТВК у Києві[5].
- 14 лютого
  - Зміна логотипу телеканалу «ТЕТ».
  - Припинення мовлення та закриття новоград-волинського регіонального телеканалу «Телескоп»[6].
- 23 лютого — Початок аналогового мовлення телеканалу «ТЕТ» на 58 ТВК в Артемівську[7].
- Початок аналогового мовлення «Нового каналу» на 57 ТВК в Черкасах[8].
- Початок аналогового мовлення телеканалу «ТЕТ» на 2 ТВК в Соледарі[9].

### Березень
- 1 березня
  - Початок мовлення нового державного телеканалу «УТР».
  - Зміна графічного оформлення телеканалів «Інтер» та «Інтер+».
  - Початок власного мовлення інформаційного телеканалу «Експрес-Інформ».
  - Початок аналогового мовлення телеканалу «M1» на 49 ТВК в Житомирі[6].
- 3 березня — Зміна логотипу донецької регіональної ТРК «Україна».
- 18 березня — Початок аналогового мовлення телеканалу «СТБ» на 10 ТВК в Красноперекопську[10].
- Початок аналогового мовлення телеканалу «Інтер» на 38 ТВК в Дубровиці[11].
- Початок мовлення запорізької версії дніпропетровського «11 каналу» на 4 ТВК[12].

### Квітень
- 26 квітня — Початок мовлення нового донецького регіонального телеканалу «КРТ»[13].

### Червень
- 8 червня — Припинення мовлення та закриття полтавського регіонального телеканалу «Юта-ТВ»[14].
- 12 червня — Початок мовлення нового южненського регіонального телеканалу «Вільна хвиля»[15].
- 17 червня — Перехід телеканалу «Тоніс» до цілодобового формату мовлення[16].
- 18 червня — Початок мовлення нового балтського регіонального телеканалу «Примор'я».
- 24 червня
  - Початок власного мовлення львівського регіонального телеканалу «НТА»[17].
  - Початок аналогового мовлення телеканалу «ТЕТ» на 51 ТВК у Львові[17].
- 30 червня — Початок аналогового мовлення регіонального державного телеканалу «Запоріжжя» на 30 ТВК в Запоріжжі[12].
- Початок аналогового мовлення донецької регіональної ТРК «Україна» на 11 ТВК у Києві[16].
- Початок аналогового мовлення телеканалу «СТБ» на 48 ТВК в Севастополі[18].

### Липень
- Початок мовлення нового сімферопольського регіонального телеканалу «Неаполь»[19].
- Припинення аналогового мовлення телеканалу «Тоніс» на 36 ТВК в Житомирі[6].
- Перехід аналогового мовлення регіональної державної ТРК «Житомир» з 7 на 10 ТВК в Черняхові[20].

### Серпень
- 1 серпня
  - Початок аналогового мовлення регіонального державного телеканалу «Запоріжжя» на 6 ТВК замість 12 ТВК в Запоріжжі[12].
  - Перехід аналогового мовлення регіонального державного телеканалу «Регіон» з 10 на 30 ТВК у Донецьку[21].
- 7 серпня — Початок мовлення нового дніпропетровського регіонального телеканалу «УПС-TV»[22].
- 18 серпня — Перехід телеканалів «Київ» і «ТЕТ» до цілодобового мовлення[23][24].
- 25 серпня — Призупинення мовлення телеканалу «Гравіс-7» на знак протесту проти виключення київських регіональних каналів з мережі «Воля-Кабель»[25].
- Початок аналогового мовлення регіонального телеканалу «ОТБ Галичина» на 26 ТВК в Івано-Франківську[1].

### Вересень
- 1 вересня
  - Запуск на базі телеканалів «НБМ» і «Експрес-Інформ» нового інформаційного «5 каналу».
  - Зміна логотипу і графічного оформлення телеканалу «ICTV».
  - Зміна графічних оформлень телеканалів «M1», «СТБ», «Нового каналу» й «1+1»[джерело?].
- 16 вересня — Початок супутникового мовлення донецького регіонального телеканалу «КРТ»[13].
- Початок мовлення нового регіонального телеканалу «Львів-ТБ»[17].

### Жовтень
- 2 жовтня — Початок аналогового мовлення телеканалу «M1» на 49 ТВК в Черкасах[8].
- 3 жовтня — Початок мовлення нового регіонального телеканалу «Чернівці»[26].
- 6 жовтня — Зміна логотипу і графічного оформлення телеканалу «Тоніс».
- 9 жовтня — Початок аналогового мовлення телеканалу «ICTV» на 52 ТВК в Шостці[27].
- Початок аналогового мовлення телеканалу «ТЕТ» на 42 ТВК у Києві[16].
- Початок аналогового мовлення донецької регіональної ТРК «Україна» на 43 ТВК в Івано-Франківську[1].

### Листопад
- 12 листопада
  - Початок мовлення нового новгород-сіверського регіонального державного телеканалу «ТС»[28].
  - Початок аналогового мовлення донецької регіональної ТРК «Україна» на 40 ТВК у Запоріжжі[12].
- 15 листопада — Початок аналогового мовлення донецької регіональної ТРК «Україна» на 42 ТВК в Харкові[29].
- Початок аналогового мовлення телеканалу «M1» на 24 ТВК у Тернопілі[30].
- Початок аналогового мовлення донецької регіональної ТРК «Україна» на 41 ТВК в Черкасах[8].
- Початок аналогового мовлення телеканалу «ТЕТ» на 51 ТВК в Івано-Франківську[1].

### Грудень
- 3 грудня — Початок супутникового мовлення телеканалу «1+1»[31].
- Припинення мовлення та закриття жовтоводського регіонального телеканалу «МСТ»[32].

## Без точних дат
- Весна — Початок аналогового мовлення донецької регіональної ТРК «Україна» на 29 ТВК в Житомирі[6].
- Літо
  - Початок аналогового мовлення телеканалу «M1» на 64 ТВК в Сумах, на 58 ТВК в Кіровограді та на 57 ТВК в Рівному[33][34][35].
  - Початок аналогового мовлення телеканалу «ТЕТ» на 9 ТВК у Бершаді[36].
  - Перехід аналогового мовлення регіональної державної ТРК «Житомир» з 6 на 9 ТВК в Новограді-Волинському[37].
  - Початок аналогового мовлення телеканалу «ICTV» на 51 ТВК в Ізмаїлі[38].
  - Початок аналогового мовлення телеканалу «ICTV» на 50 ТВК в Коломиї[39].
  - Початок аналогового мовлення телеканалу «ICTV» на 52 ТВК в Кременчуці[40].
  - Початок аналогового мовлення телеканалу «ICTV» на 38 ТВК в Лозовому[41].
  - Початок аналогового мовлення регіонального телеканалу «Лубни» на 6 ТВК[42].
  - Початок аналогового мовлення телеканалу «ТЕТ» на 6 ТВК в Лубнах[42].
  - Початок аналогового мовлення телеканалу «ICTV» на 51 ТВК в Олександрії[43].
  - Початок аналогового мовлення телеканалу «ICTV» на 48 ТВК в Ромнах[44].
  - Початок мовлення нового регіонального телеканалу «Лубни»[45].
  - Початок аналогового мовлення телеканалу «ICTV» на 48 ТВК в Тростянці[46].
  - Початок аналогового мовлення телеканалу «ICTV» на 48 ТВК в Умані[47].
- Осінь
  - Початок аналогового мовлення донецької регіональної ТРК «Україна» на 21 ТВК в Одесі та на 29 ТВК в Ізмаїлі[48][38].
  - Припинення аналогового мовлення «Нового каналу» на 43 ТВК в Черкасах[8].
  - Початок аналогового мовлення телеканалу «ТЕТ» на 51 ТВК в Ужгороді[49].
- Кінець року
  - Початок аналогового мовлення донецької регіональної ТРК «Україна» на 48 ТВК в Полтаві, на 38 ТВК у Сімферополі, на 35 ТВК в Кіровограді та на 59 ТВК у Дніпропетровську і на 48 ТВК у Джанкої[50][19][34][22][51].
  - Початок аналогового мовлення телеканалу «ТЕТ» на 43 ТВК в Рівному[35].
  - Початок аналогового мовлення «Нового каналу» на 11 ТВК у Джанкої[51].
  - Початок аналогового мовлення телеканалу «ТЕТ» на 33 ТВК у Кривому Розі[52].
  - Початок аналогового мовлення донецької регіональної ТРК «Україна» на 49 ТВК в Мукачеві[53].
  - Початок аналогового мовлення донецької регіональної ТРК «Україна» на 43 ТВК в Нікополі[54].
  - Початок аналогового мовлення телеканалу «ТЕТ» на 24 ТВК в Світлодарську[55].
  - Початок аналогового мовлення донецької регіональної ТРК «Україна» на 43 ТВК в Ялті[56].
- Початок мовлення нового місцевого каналу «Нова Одеса»[48].
- Початок аналогового мовлення волинського регіонального телеканалу «Аверс» на 43 ТВК в Ковелі, на 42 ТВК у Горохові та на 11 ТВК у Нововолинську[57][58][59].
- Початок мовлення нової хмельницької регіональної МТРК «Місто».
- Початок мовлення нового одеського регіонального телеканалу «Круг».
- Припинення мовлення та закриття регіональної ТРК «Коломия»[60].
- Початок аналогового мовлення телеканалу «M1» на 31 ТВК у Дніпропетровську, на 48 ТВК у Чернівцях, на 52 ТВК в Миколаєві та на 24 ТВК у Луцьку[22][61][62][63].
- Початок аналогового мовлення телеканалу «СТБ» на 36 ТВК в Івано-Франківську і на 26 ТВК в Ананьєві[1][64].
- Початок аналогового мовлення регіонального державного телеканалу «Запоріжжя» на 23 ТВК в Токмаку, на 25 ТВК у Великій Білозерці, на 22 ТВК у Веселому і на 27 ТВК у Дніпрорудну[65][66][67][68].
- Початок аналогового мовлення «Нового каналу» на 29 ТВК у Вінниці, на 28 ТВК в Бердичеві та на 26 ТВК в Бердянську[69][70][71].
- Припинення супутникового мовлення телеканалу «Інтер».
- Початок аналогового мовлення донецької регіональної ТРК «Україна» на 37 ТВК у Хмельницькому, на 31 ТВК в Сумах, на 21 ТВК в Миколаєві, на 37 ТВК у Луцьку, на 64 ТВК в Березівці та на 64 ТВК у Вознесенську[72][33][62][63][73][74].
- Початок аналогового мовлення телеканалу «ТЕТ» на 57 ТВК в Харкові, на 57 ТВК в Сумах, на 57 ТВК в Миколаєві, на 40 ТВК у Сімферополі, на 8 ТВК у Вільногірську і на 30 ТВК в Дубровиці[29][33][62][19][75][76].
- Початок аналогового мовлення телеканалу «НБМ» на 39 ТВК у Севастополі та на 50 ТВК в Миколаєві[77][62].
- Припинення аналогового мовлення регіонального державного телеканалу «Рось» на 7 ТВК в Черкасах[8].
- Початок аналогового мовлення регіональної державної ТРК «Житомир» на 36 ТВК в Бердичеві[70].
- Початок мовлення нового білоцерківського регіонального телеканалу «Майдан TV»[78].
- Початок аналогового мовлення регіонального державного телеканалу «Крим» на 12 ТВК в Білогірську[79].
- Початок аналогового мовлення сумського регіонального телеканалу «Відікон» на 34 ТВК в Білопіллі[80].
- Початок аналогового мовлення телеканалу «ICTV» на 31 ТВК у Вараші[81].
- Перехід аналогового мовлення телеканалу «ICTV» з 4 на 36 ТВК в Запоріжжі[12].
- Початок аналогового мовлення телеканалу «Інтер» на 36 ТВК в Кам'янському[82].
- Початок аналогового мовлення телеканалу «ТЕТ» на 37 ТВК в Коломиї[39].
- Початок аналогового мовлення телеканалу «ТЕТ» на 51 ТВК в Коростені[83].
- Початок аналогового мовлення телеканалу «M1» на 57 ТВК у Кривому Розі[52].
- Початок аналогового мовлення «Нового каналу» на 48 ТВК в Лозовому[41].
- Початок аналогового мовлення телеканалу «ICTV» на 31 ТВК в Лубнах[42].
- Початок аналогового мовлення телеканалу «ТЕТ» на 39 ТВК у Луганську[84].
- Початок аналогового мовлення телеканалу «ТЕТ» на 35 ТВК в Нижній Кринці[85].
- Ребрендинг павлоградського регіонального телеканалу «ПТЦ» в «ПТРК».
- Початок мовлення нового ніжинського регіонального телеканалу «НТБ»[86].
- Початок аналогового мовлення донецької регіональної ТРК «Україна» на 64 ТВК в Новому Бузі[87].
- Початок аналогового мовлення «Нового каналу» на 41 ТВК у Нововолинську[88].
- Початок мовлення нового олександрівського телеканалу «КТМ»[43].
- Початок аналогового мовлення донецької регіональної ТРК «Україна» на 52 ТВК в Павлограді[89].
- Початок аналогового мовлення «Нового каналу» на 37 ТВК в Первомайську[90].
- Початок мовлення нового первомайського регіонального телеканалу «Свобода»[91].
- Початок аналогового мовлення регіонального державного телеканалу «ВДТ» на 25 ТВК в Погребищі[92].
- Початок аналогового мовлення донецької регіональної ТРК «Україна» на 64 ТВК в Котовську[93].
- Початок аналогового мовлення «Нового каналу» на 47 ТВК в Красноармійську[94].
- Початок аналогового мовлення «Нового каналу» на 51 ТВК в Прилуках[95].
- Початок аналогового мовлення регіонального державного телеканалу «Запоріжжя» на 30 ТВК в Приморську[96].
- Початок аналогового мовлення «Нового каналу» на 22 ТВК в Путивлях[97].
- Початок аналогового мовлення донецької регіональної ТРК «Україна» на 64 ТВК в Сараті[98].
- Початок аналогового мовлення донецької регіональної ТРК «Україна» на 64 ТВК в Скадовську[99].
- Початок мовлення нового регіонального телеканалу «Снятин»[100].
- Початок мовлення нового трускавецького регіонального телеканалу «ТРТ»[101].
- Початок аналогового мовлення донецької регіональної ТРК «Україна» на 64 ТВК у Феодосії[102].
- Початок аналогового мовлення «Нового каналу» на 48 ТВК у Феодосії[102].
- Початок аналогового мовлення телеканалу «ТЕТ» на 41 ТВК у Феодосії[102].
- Початок аналогового мовлення регіонального державного телеканалу «Скіфія» на 35 ТВК в Чаплинці[103].